# Россана
Россана (італ. Rossana, п'єм. Rossan-a) — муніципалітет в Італії, у регіоні П'ємонт,  провінція Кунео.
Россана розташована на відстані близько 510 км на північний захід від Рима, 65 км на південь від Турина, 20 км на північний захід від Кунео.
Населення — 913 осіб (2014).
Щорічний фестиваль відбувається 15 серпня. Покровитель — Assunta.

## Демографія
Населення за роками:

Станом на 1 січня 2023 року в муніципалітеті офіційно проживало 65 іноземців з 18 країн, серед них 32 громадяни країн Євросоюзу.

## Сусідні муніципалітети
- Буска
- Костільйоле-Салуццо
- П'яско
- Вальмала
- Венаска